# Nairobi Half Life
Nairobi Half Life ist der Debütfilm des kenianischen Regisseurs David „Tosh“ Gitonga. Er entstand unter der Supervision des deutschen Regisseurs und Filmproduzenten Tom Tykwer mitten in Nairobi, Kenia.

## Handlung
Nairobi Half Life erzählt die Geschichte eines jungen, ehrgeizigen Schauspielers, der sich, allem Ärger zum Trotz, auf den Weg nach Nairobi macht, um seinen Traum, eines Tages ein erfolgreicher Schauspieler zu sein, zu verwirklichen. Er gerät jedoch schnell in die kriminellen Kreise der Stadt und erkennt die Herausforderung, beide Welten, das nackte Überleben in der Stadt und seinen Schauspieltraum, unter einen Hut zu bringen. Sein Ehrgeiz zeigt uns, dass das Einzige, das zwischen uns und unseren Träumen steht, wir selbst sind.

## Hintergrund
Der Film entstand 2011 aus einem Workshop in Nairobi. Die gemeinsame Initiative von Tom Tykwers und Marie Steinmanns One Fine Day Films, DW Akademie und der kenianischen Produktionsfirma Ginger Ink. hat sich zum Ziel gesetzt, die Entwicklung des modernen afrikanischen Films zu unterstützen.
Sieben Mentoren aus Deutschland und Großbritannien unterrichteten zwei Wochen lang in den Bereichen Regie, Produktion, Kamera, Szenenbild, Schnitt, Tongestaltung, Drehbuch und Schauspiel. Über 60 Teilnehmer aus neun afrikanischen Ländern hatten bei dem Workshop die Gelegenheit, ihre vorhandenen Kenntnisse zu erweitern und zu vertiefen. Der Fokus lag dabei auf dem künstlerischen Aspekt, eine eigene Filmsprache zu entwickeln und eigene Ideen umzusetzen.
Am Ende des Seminars wurden jeweils bestimmte Teilnehmer aus den einzelnen Gewerken ausgewählt, die Nairobi Half Life produzierten. Das Drehbuch, geschrieben in Suaheli, Kikuyu und Straßenslang, wurde von lokalen Drehbuchautoren entwickelt.
Der „One Fine Day Films“-Workshop wurde gefördert vom Bundesministerium für wirtschaftliche Zusammenarbeit und Entwicklung (BMZ), der Film- und Medienstiftung NRW, dem Goethe-Institut Kenia und ARRI Film & TV Services.

## Kritik
„Nairobi Half Life ist – vermutlich nicht zuletzt dank der Beteiligung des deutschen Regisseurs Tom Tykwer als Produzent – eine auch für westliche Sehgewohnheiten interessant erzählte lebensnahe Geschichte vom Schwarzen Kontinent. Man ist überrascht, wie unattraktiv und gesichtslos die kenianische Hauptstadt ist. Doch dem Film und seiner Geschichte kommt es letztlich zugute, dass er keine folkloristisch bunten Bilder aus Afrika liefert, sondern nüchtern vom Schicksal des jungen Mwas erzählt, der sich durch alle herben Rückschläge nicht entmutigen lässt und bewundernswert konsequent sein Ziel verfolgt. Dass man dabei dennoch – unaufdringlich – eine Menge über die Lebensbedingungen in Kenia erfährt, ist ein angenehmer Nebeneffekt.“

## Preise
- Bester Hauptdarsteller, Durban International Film Festival 2012
- Publikumspreis für den bahnbrechendsten Film, American Film Institute Awards 2012
- Filmpreis des Landes Tirol, Internationales Film Festival Innsbruck 2013

## Festivals
2012
- Durban International Film Festival[2]
- Zurich Film Festival[3]
- Festival International Du Film D’Afrique Et Des Iles[4]
- Busan International Film Festival[5]
- 36 Mostra Internacional De Cinema Sao Paulo[6]
- Film Africa London[7]
- Festival International du Film Indépendant[8]
- Kolkata International Film Festival[9]
- Festival Di Cinema Africano Verona[10]
- 43rd International Film Festival of India, Goa[11]
- Santa Fe Film Festival[12]
- Dubai International Film Festival[13]

2013
- Palm Springs International Film Festival[14]
- BLACK MOVIE Festival de Films Genève[15]
- International Film Festival Rotterdam[16]
- 36th Portland International Film Festival[17]
- Toronto Black Film Festival[18]
- Etonnants Voyageurs[19]
- Luxor African Film Festival[20]
- 30th Miami International Film Festival[21]
- Cinema Mundi[22]
- 9th New African Film Festival[23]
- Afrika-Filmfestival Belgium[24]
- Saint Louis African Film Festival[25]
- CinemAfrica Filmfestival Stockholm[26]
- International Istanbul Film Festival[27]
- African Film Festival Australia[28]
- 20th New York African Film Festival[29]
- Helsinki African Film Festival[30]
- Internationales Film Festival Innsbruck (IFFI)[31]